# 마욜리카

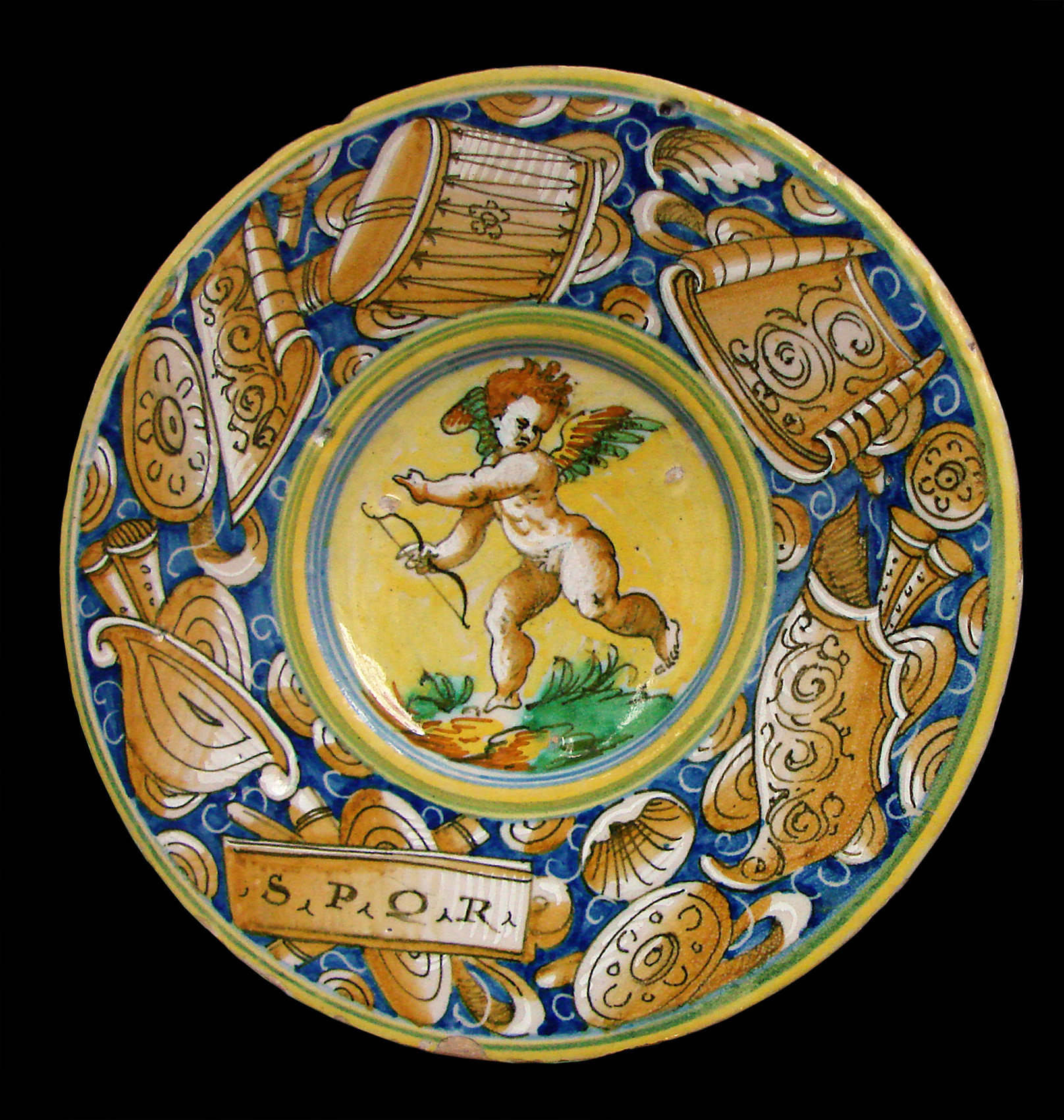
마욜리카

마욜리카(Maiolica)는 르네상스 시기 이탈리아에서 발달한 도기이다.